# 1903-as magyar birkózóbajnokság
Az 1903-as magyar birkózóbajnokság az első magyar bajnokság volt. A bajnokságot a Magyar Atlétikai Szövetség írta ki. Ekkor még csak férfi kötöttfogásban rendeztek bajnokságot. Két súlycsoport volt, a könnyűsúly és a középsúly. Ebben az évben még a két súlycsoport első helyezettje is megmérkőzött egymással, és csak a győztes lett bajnok. A bajnokságot február 1-jén rendezték meg Budapesten, az NTE csarnokában.

## Eredmények
| Versenyszám | Arany             | Arany | Ezüst                    | Ezüst | Bronz                       | Bronz |
| ----------- | ----------------- | ----- | ------------------------ | ----- | --------------------------- | ----- |
| Könnyűsúly  | Erődi Béla PTTSE  |       | Lill Erich 33 FC         |       | Reichmann Gyula Herkules AK |       |
| Középsúly   | Weisz Richárd MTK |       | Vörös György Herkules AK |       | Gyöngy Endre Herkules AK    |       |
| Bajnokság   | Weisz Richárd MTK |       | Erődi Béla PTTSE         |       |                             |       |